# Kazimierz Bein

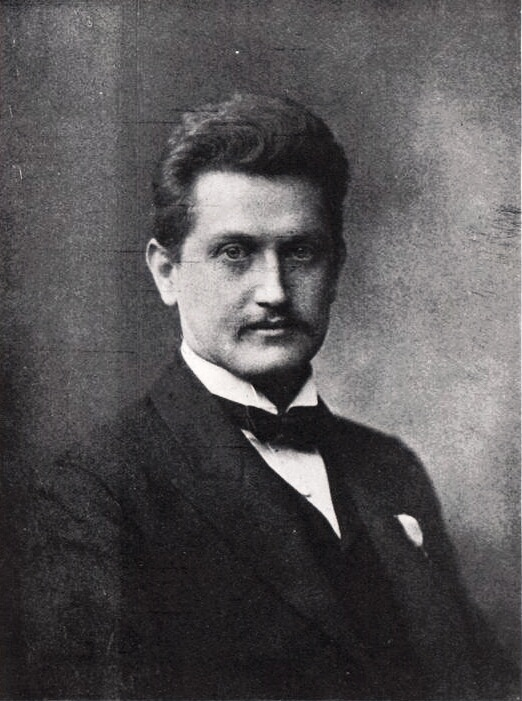
Kazimierz Bein (Kabe)

Kazimierz Bein, Pseudonym Kabe (geb. 29. Februar 1872 in Sierżnia bei Strickau; gest. am 15. Juni 1959 in Łódź) war ein polnischer Augenarzt, Lexikograph und wichtiger Aktivist in der damals noch im Aufbau begriffenen Esperanto-Bewegung. Dort brachte er es bis zum stellvertretenden Vorsitzenden der Akademio de Esperanto. Wichtig war er auch als Stilist.

## Leben
In seinen jungen Jahren nahm Bein an antirussischen Aktionen teil, wofür er ins Exil geschickt wurde. So war ihm auch nicht vor 1899 ein Abschluss seines Medizinstudiums möglich. Das machte er dann in Kasan. Bein schrieb viele Fachbücher und Artikel und gründete mit zwei Kollegen die Gesellschaft polnischer Augenärzte (Towarzystwo Okulistów Polskich). Auch als Hobbyphotograph machte er sich einen Namen.

## Esperanto-Aktivitäten
Bereits als Schüler in Warschau hatte er von Esperanto gehört im Jahre der Veröffentlichung des ersten Lehrbuchs 1887. Sechs Jahre später erwachte nach der Lektüre einer Esperanto-Chronik in einer englischsprachigen Zeitschrift sein Interesse daran von neuem. Er erwarb ein Exemplar von Unua Libro und konstatierte nach wenigen Stunden, dass er ohne Wörterbuch schon alles lesen konnte. Er beschloss seinen Berufskollegen und Erfinder der Kunstsprache Ludwig Zamenhof in dessen Praxis zu besuchen und stellte sich mit Feuereifer in den Dienst von Esperanto.

## Übersetzertätigkeit
Wenig später wurde er (unter dem Pseudonym Kabe) berühmt als Übersetzer des Romans Dno nędzy von Wacław Sieroszewski, der in der Zeitschrift Lingvo Internacia 1904 erschien. Ab 1906 war er Vizepräsident der Esperanto-Akademie; er war einige Jahre sicher der herausragendste Übersetzer in die Internationale Sprache.
Seine zwei Hauptwerke sind: Vortaro de Esperanto (einsprachiges Wörterbuch, mit eleganten Wortdefinitionen) und die Übersetzung von Faraon, eines Romans von Bolesław Prus.
Sehr wichtig war sein Einfluss auf die Entwicklung der Prosa-Schreibweise der eben erst entstandenen Welthilfssprache. Seine Sprache ist dabei klar, einfach und weitgehend frei von nationalsprachlichen Spuren: der Geist der Plansprache selbst schien voll und ohne Fehler durch seine Zeilen durch. Die Sätze sind gut lesbar, ohne überflüssige Wörter, komplizierte Strukturen, übertriebene Wortspiele. Zusammengesetzte Zeiten etwa mied er bewusst. Dabei half ihm sicher auch, dass er mehrere Sprachen beherrschte. Mit zunehmendem Selbstbewusstsein anderer Autoren und natürlicher Entwicklung der immer mehr gesprochenen Sprache verloren Kabes Schriften allerdings ihr stilbildendes Alleinstellungsmerkmal.
Auffallend ist, dass Kabe selbst nie original auf Esperanto schrieb, war er doch überzeugt, dass Esperanto mehr von genauem Übersetzen aus Nationalsprachen profitiere als von Ergebnissen eines vielleicht (in Bezug auf sprachliche Genauigkeit) anspruchsloseren Originalschrifttums.

## Abschied aus Esperantujo
1911 verschwand Bein plötzlich aus der Esperantobewegung. Damals wurde er auch Direktor der Warschauer Ophthalmologen-Gesellschaft. Esperanto interessierte ihn ab da scheinbar gar nicht mehr. Die echten Motive dafür sind nie ganz geklärt worden, vielleicht spielten auch Streitigkeiten u. a. mit Antoni Grabowski und Adam Zakrzewski eine Rolle. Zwei Jahrzehnte später meinte er in einem Interview für die ungarische Zeitschrift Literatura Mondo (1931, S. 144), Esperanto sei durch Unfähigkeit des Sichweiterentwickelns in der ihm eigentlich zugedachten Rolle als internationale Brückensprache in eine Sackgasse geraten.
Auf jeden Fall war die Mehrzahl der Esperantisten vor den Kopf gestoßen, v. a. auch wegen seiner unschätzbar wertvollen Verdienste für Esperanto. Sein Verhalten bereicherte immerhin den Wortschatz von Esperanto um das Verb kabei, also von Esperanto abfallen. Schon 1935 im Konversationslexikon Enciklopedio de Esperanto meinte Kálmán Kalocsay, sein Name sei gleichsam ein Synonym für Apostasie geworden. Angeblich soll sich Kabe aber in den letzten drei Lebensjahren Esperanto wieder etwas angenähert haben.
Ein Zusammentreffen mit dem alten Bein beschrieb der bulgarische Esperantist Simeon Hesaptschiew in der Zeitung Nuntempa Bulgario 4/1959, S. 23 im Beitrag Mia renkonto kun Kabe. Begraben liegt Bein auf dem katholischen Josephs-Friedhof von Litzmannstadt (Abteilung 26b). Trotz jüdischer Abstammung lebten die Beins nach katholischer Sitte. Eine eigene Familie gründete Bein nicht.

## Übersetzungen
Die Jahreszahlen geben die Erstausgabe an.
- 1904: Fundo de l' Mizero (Venceslaus Sieroszewski, historische Geschichte)
- 1905: La Interrompita Kanto (E. Orzeszkowa)
- 1906: Elektitaj Fabeloj (Brüder Grimm)
- 1906: Pola Antologio (Anthologie polnischer Literatur)
- 1907: Internacia Krestomatio (internationale Blütenlese)
- 1907: La Faraono (B. Prus)
- 1907: Unua Legolibro (einfache Lesestücke für Anfänger)
- 1908: La Fumejo de l' Opio (W. Reymont)
- 1909: Bona Sinjorino (E. Orzeszkowa)
- 1909: Patroj kaj Filoj (I. Turgenev)
- 1909: Versaĵoj en Prozo (I. Turgenev)
- 1910: En Malliberejo (E. Czirikov)
- 1910: La Lasta (W. Reymont)
- 1912: Mia Poŝhorloĝo (M. Konopnicka); 1964
- ?: La Juĝo (Letero de mortinto) (J. Kaliszewski)
- ?: Legendo (E. Orzeszkowa)

## Facharbeiten von Kabe
- Zwyrodnienie krążkowe plamki żółtej (1948)
- O poprawność mowy polskiej: (najpospolitsze błędy w polszczyźnie lekarzy) (1950)
- Najprostsze oko schematyczne (1951)
- Zarys okulistyki (B. Ziemiński) - von Bein zum Druck vorbereitet (1930)

## Andenken
In der polnischen Stadt Radom gibt es die nach ihm benannte Straße Kazimierza Beina.

### Im Netz lesbare Werke
- "La Faraono" I-III
- Grimms Märchen
- Vorlesung am Weltkongreß 1905
- "La Interrompita Kanto"
- "La Lasta"
- "En fumejo de l'opio"